# Veenworteltopbladvlo
De veenworteltopbladvlo (Aphalara maculipennis) is een bladvlo behorend tot de familie Psylloidea. Hij leeft nauw monofaag op Polygonaceae. Ze overwinteren als imago op naaldbomen.